# Andata al Calvario (Boccaccino)
Andata al Calvario è un dipinto di Boccaccio Boccaccino. Eseguito verso il 1501, è conservato nella National Gallery di Londra.

## Descrizione
Il dipinto raffigura la salita al Calvario di Cristo, accompagnato dalla Vergine, san Giovanni e alcune donne. Il primo volto a sinistra in primo piano potrebbe essere un autoritratto, dato lo sguardo rivolto all'osservatore, come d'abitudine nella pittura rinascimentale.

## Attribuzione e datazione
Il dipinto non è firmato; se l'attribuzione è veritiera, si tratterebbe di un dipinto giovanile del Boccaccino: la sua presenza è infatti registrata nella chiesa di san Domenico a Cremona già dai primi anni del cinquecento.